# Austromerus grandis
Austromerus grandis är en stekelart som beskrevs av Lubomir Masner och Lars Huggert 1989. Austromerus grandis ingår i släktet Austromerus och familjen gallmyggesteklar. Inga underarter finns listade.